# Evan Klamer
Evan Martin Klamer (15 de janeiro de 1923 — 28 de abril de 1978) foi um ciclista dinamarquês que competiu profissionalmente em 1949 até o ano de 1959.
Se destacou principalmente no ciclismo de pista, onde conseguiu três vitórias em corridas de seis dias. Klamer participou nos Jogos Olímpicos de Verão de 1948 na prova de tandem, fazendo par com Hans Andresen.